# Bernhard Walther
Bernhard Walther (1430 - 19 de junio de 1504) fue un comerciante, humanista y astrónomo de Núremberg, Alemania.

## Semblanza
Walther nació en Memmingen, y fue un hombre de grandes recursos, que uso para propósitos científicos. Cuando Regiomontano se asentó en Núremberg en 1471, trabajaron juntos para construir un observatorio y una imprenta. Tras la muerte de Regiomontano en 1476 en Roma, Walther compró sus instrumentos, antes Hans von Dorn, encargado por el Rey de Hungría, lo había intentado en vano en el concejo de Núremberg. A partir de entonces, continuó con la observación de los planetas hasta su muerte. Su casa, comprada por Alberto Durero en 1509, es actualmente un museo.

## Astronomía
Walther realzó la importancia de los efectos de la refracción en la alteración del lugar aparente de los cuerpos celestes, y sustituyó a Venus por la luna como conexión entre las observaciones del sol y las estrellas. Dando como resultado, que sus observacines fueran las más precisas hasta las de Tycho Brahe.
Su pupilo Johannes Schöner dio datos no publicados a Nicolás Copérnico sobre las observaciones de Walther' de Mercurio. Había 45 observaciones en total, 14 de ellas con longitud and latitud. Copernico usó tres de ellas en "De revolutionibus", dando solo longitudes, y erróneamente se le atribuyeron a Schöner.

## Trabajos
- Regiomontanus, Johannes: Opera Collectanea. Osnabrück: Otto Zeller 1972 (includes Observations by Bernhard Walther)

## Eponimia
- El cráter lunar Walther lleva este nombre en su memoria.[1]